# Ме-эн шалош
Ме-эн шало́ш (меэ́йн шало́ш, ивр. מעין שלש‎ дословно — «от источника трёх», по смыслу — «[одно благословение,] подобное трём [благословениям Биркат ха-мазон]») в талмудическом иудаизме — благословение Богу, которое произносят после вкушения и насыщения плодами (винограда, инжира, граната), выращенными в Земле обетованной. Является сокращением послетрапезной молитвы «Би́ркат ха-ма́зон».

Итак, храни заповеди Господа, Бога твоего, ходя путями Его и боясь Его, ибо Господь, Бог твой, ведёт тебя в землю добрую, в землю, где потоки вод, источники и озёра выходят из долин и гор, в землю, где пшеница, ячмень, виноградные лозы, смоковницы и гранатовые деревья, в землю, где масличные деревья и мёд, в землю, в которой без скудости будешь есть хлеб твой и ни в чём не будешь иметь недостатка, в землю, в которой камни — железо, и из гор которой будешь высекать медь. И когда будешь есть и насыщаться, тогда благословляй Господа, Бога твоего, за добрую землю, которую Он дал тебе
— Пятикнижие Моисеево, Второзаконие, глава 8, стихи 6—10

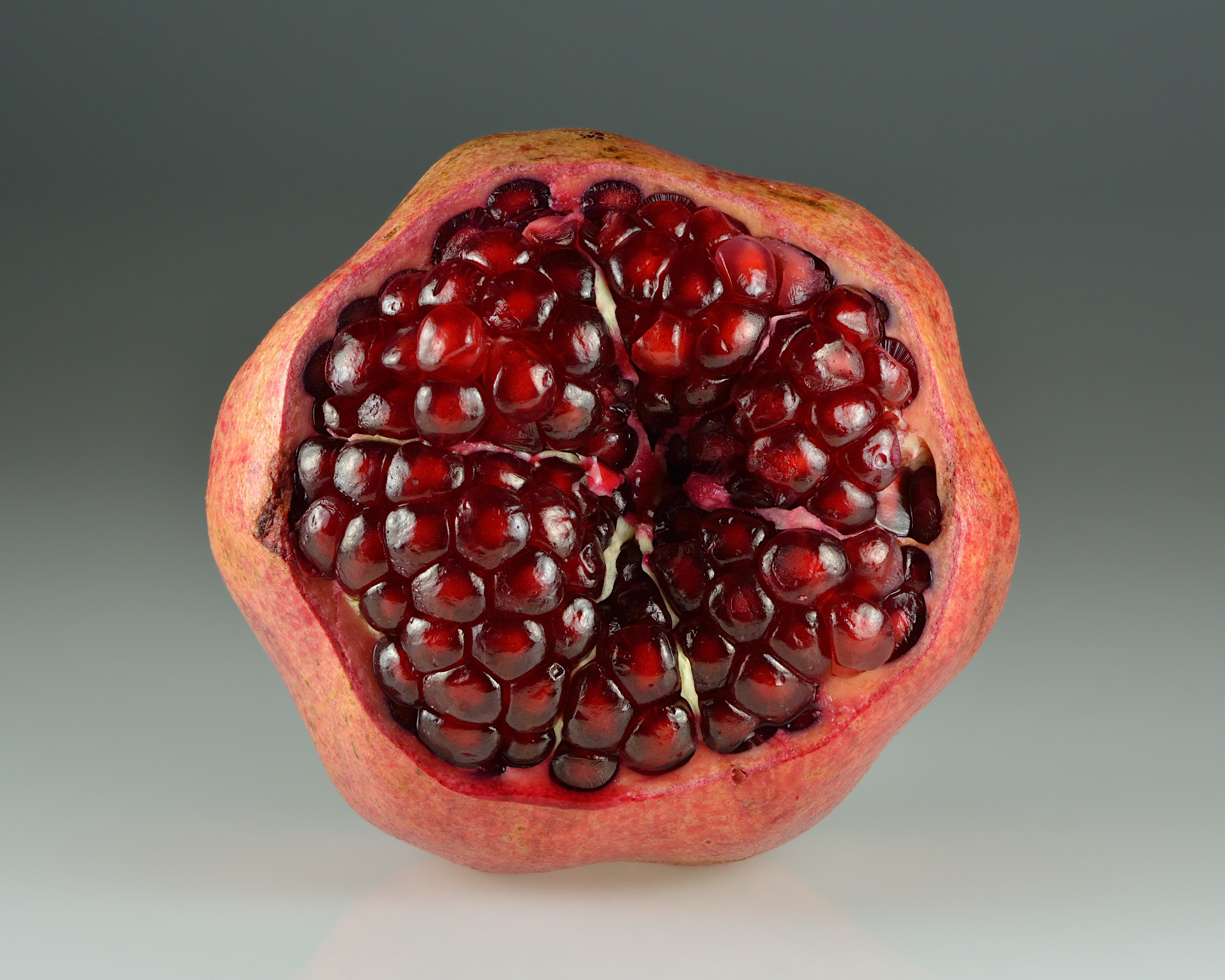
Гранат
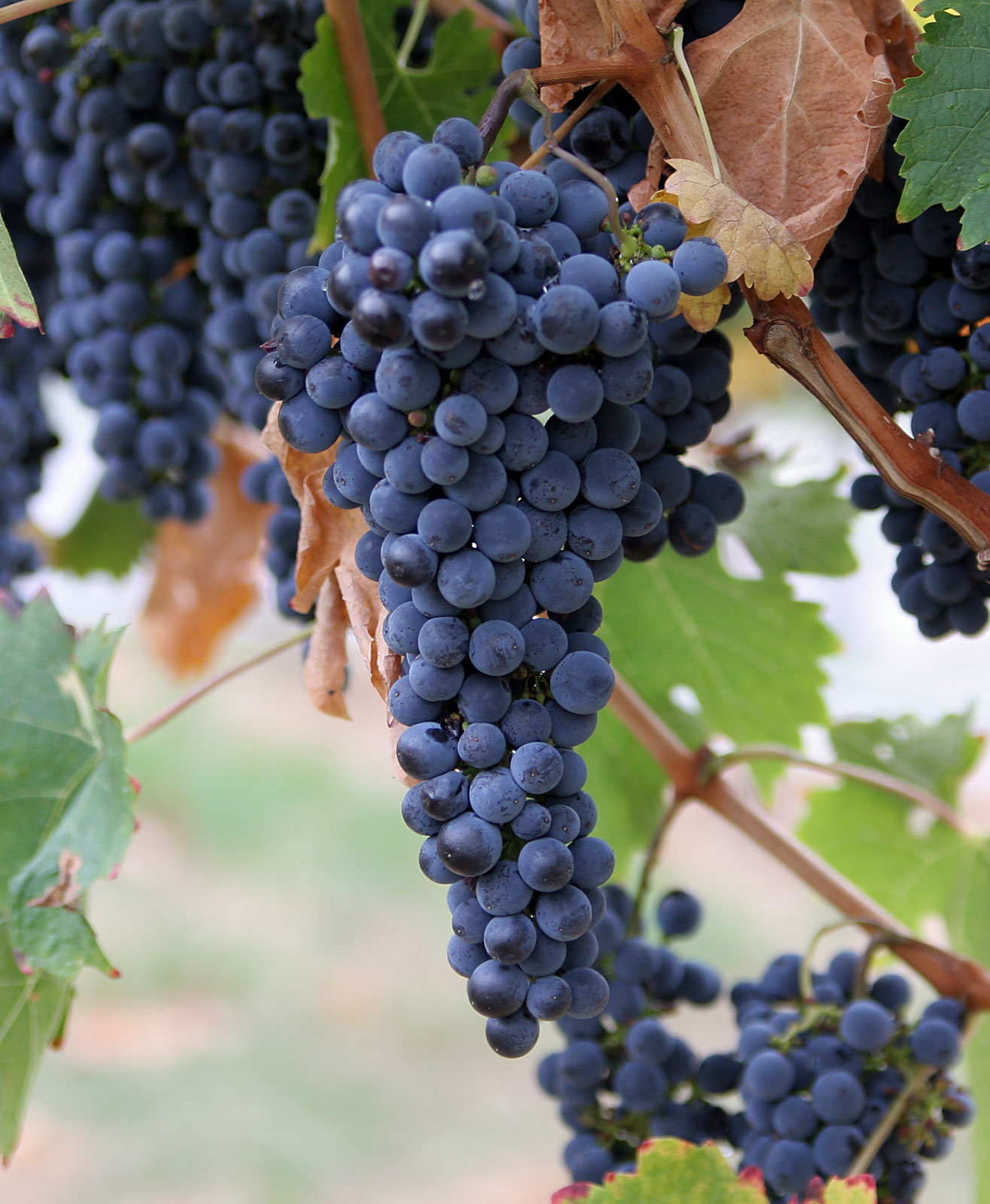
Виноград
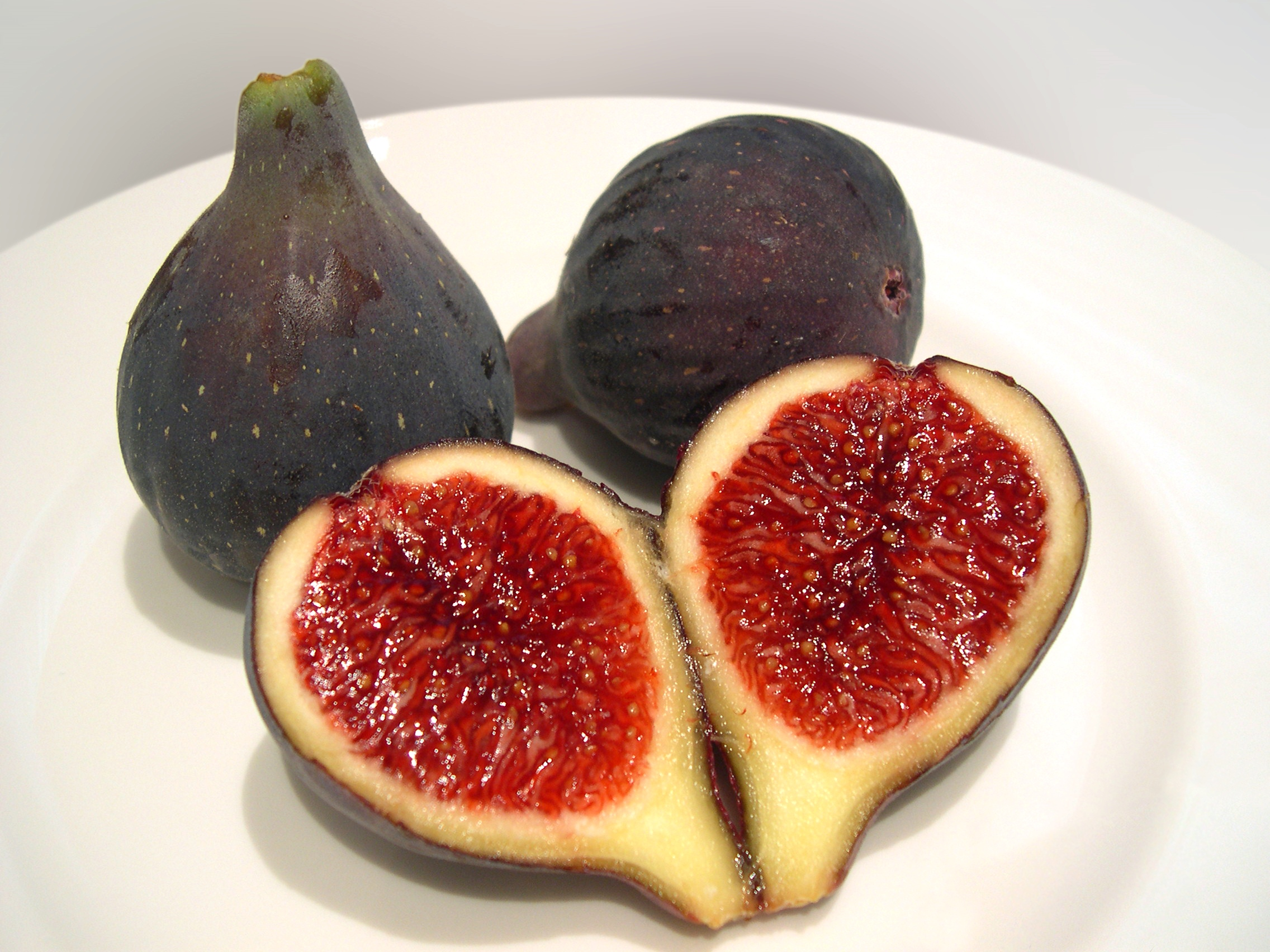
Инжир

## Текст
Благословение «Ме-эн шалош» является объединением второго и третьего благословений молитвы «Биркат ха-мазон». Основано на библейском стихе Втор. 8:6—10. Основная тема молитвы — благодарение Бога за землю Израильскую и плоды её.

Благословен Ты, Господи, Бог [Он] наш, Царь [Он] Вечный, 
за древо и за плод древесный, 
и за поле и за урожай полевой, 
и за землю желанную, благую и просторную, 
которую захотел Ты и дал в наследие отцам нашим,
(Да смилостивься к народу Твоему и граду Твоему и Святилищу Твоему, 
и да восстанови град святой Твой скорее во дни наши!)
и вкусим от плода её, 
и насытимся благом её, 
и благословим Тебя за неё в святости и чистоте! 
Благословен Ты, Господи, за землю и за плод древесный!
Оригинальный текст (иврит)ברוך אתה יהוה אלהינו מלך העולם על העץ ועל פרי העץ ועל השדה ועל תנובת השדה ועל ארץ חמדה טובה ורחבה שרציתה והנחלתה את אבותינו רחם על עמך ועל עירך ועל מקדשך ובנה עיר קדשך במהרה בימינו ונאכל מפריה ונשבע מטובה ונברכך עליה בקדושה ובטהרה ברוך אתה יהוה על הארץ ועל פרי העץ‎
— Сидур «Кита́б Га́ми ас-Саля́уат уат-Тасаби́х» Саадьи гаона, текст Ме-эн шалош

## Мишна
В Мишне (Зраим, Брахот 6) объяснено говорить Биркат ха-мазон после съедения винограда, инжира, граната.

«Съел виноград, инжир и гранат, благословляет после тремя благословениями [„Биркат ха-мазон“]» — слова рабба́на Гамлиэ́ля. А мудрецы говорят: «Благословением одним — „Ме-эн шалош“». Ра́бби А́кива говорит: «Даже, если съел варёное и — это [основная] пища его, благословляет после тремя благословениями [„Биркат ха-мазон“]»
Оригинальный текст (иврит)אכל תאנים ענבים ורמונים מברך אחריהן שלש ברכות דברי רבן גמליאל וחכמים אומרים ברכה אחת מעין שלש רבי עקיבא אומר אפלו אכל שלק והוא מזונו מברך אחריו שלש ברכות‎
— Мишна, Зраим, Брахот 6

## Этимология
«Ме-эн шалош» является выражением мишнаитского иврита и упомянуто в Мишне (Зраим, Брахот 6), а также в палестинском и вавилонском Талмудах. Буквально означает «от источника трёх».